# Josef Herold (Politiker, 1850)

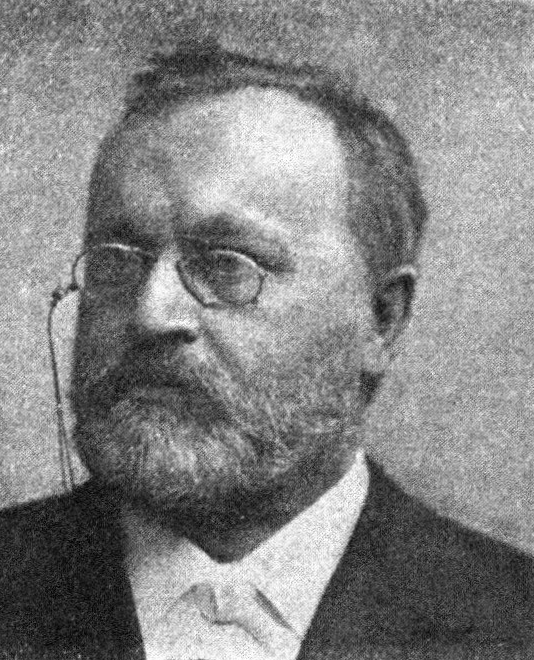
Josef Herold

Josef Herold (* 22. Oktober 1850 in Prag; † 4. Mai 1908 ebenda) war tschechischer Rechtsanwalt und Politiker.

## Leben
Bereits als Student der Rechte nahm er am gesellschaftlichen Leben teil, in dem er im Prager Stadtviertel Vršovice Beseda und Sokol gründete. Nach der Beendigung des Studiums wurde er in den Gemeinderat gewählt und trat bald das Amt des Bürgermeisters an. 1881 eröffnete er seine Kanzlei in Vinohrady und wurde ebenfalls in den dortigen Gemeinderat gewählt.
Sein Name tritt danach in der Nationalpartei der Freidenker auf (Mladočeši, deutsch Jungböhmen), die er seit 1883 im böhmischen Landtag und ab 1888 im Reichsrat vertrat. Der gewandte Redner vertrat die Interessen seiner Partei bis zu seinem Tod. 1884 verfasste er gemeinsam mit Josef Kaizl, Karel Kramář, Gustav Eim, Bedřich Pacák und weiteren Autoren die Nymburger Resolution der Jungböhmen, mit der sich die Partei zur konstruktiven Opposition bekannte.
1899 wurde er zum Ehrenbürger von Kutná Hora (Kuttenberg) ernannt.

## Galerie

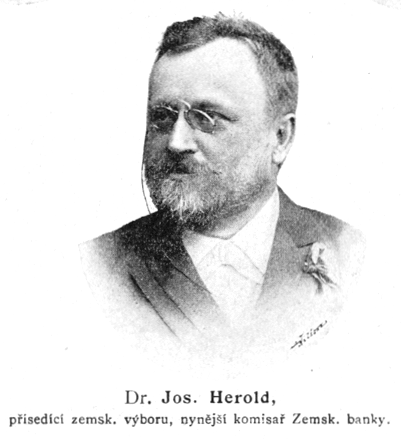
Josef Herold, 1896